# クチコミマーケティング
クチコミマーケティング（英: word-of-mouth marketing、WOMM）とはマーケティング活動の中に口コミの影響力を取り入れ活性化させるマーケティング手法のこと。
組織が積極的に影響力を及ぼしたり奨励したりする点で、自然に発生する口コミとは異なる。 口コミ広告とも呼ばれる。 
口コミを真に制御することは困難であるが、ある調査によると、クチコミマーケティングで口コミを「管理」するための3つの一般的な方法がある。
1. 強力な口コミ基盤の構築（たとえば、十分なレベルの満足、信頼、コミットメント）
2. 組織が間接的に関与するクチコミマーケティング管理（例：物議を醸す広告やティーザーキャンペーンの投げ込み、顧客会員クラブ）
3. 組織がより高いレベルで制御する直接的なクチコミマーケティング管理（例：口コミエージェントの採用、友達を友達にするスキーム）。

クチコミマーケティングの成功は、使用される報酬の性質に大きく依存します。調査によると、消費者やエージェントが製品やブランドについて前向きな口コミを広めるように動機付けるために間違ったインセンティブが使用されると、キャンペーンは組織に裏目に出る可能性があります 。プロコンシューマー口コミは、商業的に動機付けられた口コミに対するカウンターウェイトとして提案されています。 

## 歴史
心理学者のジョージ・シルバーマンは、医師を新しい医薬品についての対話に参加させるために、彼が「電話会議の仲間の影響力グループ」と呼ぶものを作成したときに口コミマーケティングを開拓しました。シルバーマンは、1970年代初頭に医師とフォーカスグループを実施しているときに、興味深い現象に気づきました。 「薬で良い経験をしていた1人か2人の医師は、懐疑論者のグループ全体を揺さぶるでしょう。彼らは、否定的な経験をした元処方者の不満のグループを揺さぶるでしょう！」 
Web 2.0の登場により、 Facebook 、 YouTube 、 MySpace 、 Diggなどの多くのWebスタートアップは、開発したソーシャルネットワークと統合することでバズマーケティングを利用してきました。調査およびコミュニケーションプラットフォームとしてのインターネットの使用が増えるにつれ、口コミは消費者やマーケティング担当者にとってさらに強力で有用なリソースになりました。 
2005年10月、広告ウォッチドッググループのCommercial Alertは、有料のクチコミマーケターに、製品を販売している会社との関係および関連する報酬を開示するよう要求するガイドラインを発行するよう米国FTCに要請しました。米国FTCは、製品のクチコミマーケターと売り手の関係が明らかにされておらず、承認に影響を与える可能性がある状況を調査すると述べました。 FTCは、ケースバイケースで違反者を追跡すると述べた。違反者への影響には、排除措置命令、罰金、または民事罰が含まれる場合があります。 
数百の企業を代表する米国の業界団体であるクチコミマーケティング協会は、製造業者が推奨や承認の見返りに消費者に現金を支払うべきではないことを示す倫理規定を採用しています。 
調査会社のPQMediaは、2008年に企業がクチコミマーケティングに15億4000万ドルを費やしたと推定しました。従来の広告チャネルへの支出は鈍化していましたが、クチコミマーケティングへの支出は2008年に14.2％増加し、その30％が食品および飲料ブランドへの支出でした。 
今日のクチコミマーケティングは、オンラインと対面の相互作用の両方を介して行われます。 Ehrenberg-Bass Institute for Marketing Scienceは、成長を達成するために、ブランドはコアファングループを超えて口コミを作成する必要があることを示しました。つまり、マーケターはFacebookなどのコミュニティだけに焦点を当てるべきではありません。デロイトによると、さらなる調査によると、「ほとんどの擁護はオフラインで行われる」のではなく、直接行われることがわかっています。 Journal of Advertising Researchによると、ブランドに関するすべての消費者の会話の75％は対面で行われ、15％は電話で行われ、わずか10％がオンラインで行われます。一方、ソーシャルメディアの相互作用はクチコミマーケティングと密接に関連していると考える人もいます 。 2003年、フレッドライクヘルドは、ネット・プロモーター・スコアを導入することでクチコミマーケティング戦略を実施しました。ネット・プロモーター・スコアは、ブランドが持つプロモーターの数を分析し、そのようなマーケティング戦術を通じて知っている他の人々にブランドを推奨します。

## 口コミを動かすもの
学術研究とジョナ・バーガーのベストセラー本Contagious：Why Things Catch On によると、人々が話したり共有したりすることを推進する6つの重要な要素があります。 これらは、STEPPSと呼ばれる頭字語で構成されています。
- 社会通貨-何かが人々の見栄えを良くするほど、それを共有する可能性が高くなります[12]
- トリガー-頭に浮かぶ（つまり、アクセスしやすい）ものは、舌の先である可能性が高くなります[13]
- 感情-私たちが気にするとき、私たちは共有します。高い覚醒感情は共有を増加させます
- 公開-何かが見やすいほど、人々はそれを模倣する可能性が高くなります
- 実用的価値-人々は他の人を助けるために有用な情報を共有します
- ストーリー-トロイの木馬のようなストーリーは、メッセージやアイデアを伝えます

口コミのもう1つの重要な心理的要因は関心です。 Sernovitzが 示唆しているように、「退屈な会社、退屈な製品、退屈な広告については誰も話しません」。

### 長所と短所
クチコミマーケティングは、特定の製品について話してもらうために「消費者のガードをすり抜ける」ソリューションを提供できるため、広告キャンペーンのコミュニケーションに非常に効果的である。 
多くのマーケターは、このタイプのマーケティング戦略が特定の製品の広告キャンペーン全体に有利であると感じています。このマーケティング戦略の良い面の1つは、この口コミ広告のソースがほとんど個人的なものであるということです。これは、彼らが個人的な利益のために組織からの説得を受けたり、偏見を受けたりしないことを意味します。 これは、消費者が製品について正直に考えていることを示し、信頼できる信頼できる情報源から消費者が推奨されるため、特定の製品やサービスを試す動機が高まるため、広告キャンペーンにプラスの効果をもたらします。
しかし、クチコミマーケティングにはいくつかの不利な点や批判があります。クチコミマーケティングは、多くの混乱の影響を受けます。従来の口コミとは異なり、電子WOMには、肯定的なレビューだけでなく、以前、実際の、潜在的な顧客がオンラインでタイムリーに行った否定的なレビューも含めることができます。 その結果、クチコミマーケティングは、ブランドについて否定的な会話が行われる可能性があるため、特に有機的な情報源からの消費者の態度や認識を変えたり、影響を与えたりするのに有益でない場合があります。 これは、有機源が製品に有益であるとは思わず、したがって製品に対する否定的な認識を持っているためであり、それはその後共有されます。ポジティブな口コミは購入意向にプラスの影響を与え、ネガティブな口コミは顧客の購入意向を低下させますが、その効果は非対称です。ポジティブな口コミと比較して、ネガティブな口コミは購入意向に大きな影響を及ぼします。 
このマーケティング戦略についてのもう1つの批判は、製品に対する態度に影響を与えた人がそれに対して取り組んでいる、またはそれから利益を得ていることに気付いたとき、人々は不快感を覚え、だまされていると感じる傾向があるということです。 これは最終的に消費者の態度を変える可能性があり、会社の製品の評判に悪影響を与える可能性があります。これは、消費者が、ブランドに対する彼らの完全な認識が何であるかを伝えることは情報源の利益にはならないと感じている場合に当てはまる可能性があります。 同様に、インターネットキャンペーン企業による口コミは、個人的なものと見なされる情報に基づいて、人工的なものと見なされることもあります。 